# Államok vezetőinek listája 1950-ben
Ezen az oldalon az 1950-ben fennálló államok vezetőinek névsora olvasható földrészek, majd országok szerinti bontásban.

## Európa
- Albánia (népköztársaság)
  - A kommunista párt főtitkára – Enver Hoxha (1944–1985)
  - Államfő – Omer Nishani (1944–1953), lista
  - Kormányfő – Enver Hoxha (1944–1954), lista
- Andorra (parlamentáris társhercegség)
  - Társhercegek
    - Francia társherceg – Vincent Auriol (1947–1954), lista
    - Episzkopális társherceg – Ramon Iglesias i Navarri (1943–1969), lista
- Ausztria (szövetséges megszállás alatt)
  - Államfő – 
    1. Karl Renner (1945–1950)
    2. Leopold Figl (1950–1951), ügyvivő, lista

  - Kancellár – Leopold Figl (1945–1953), szövetségi kancellár lista
  - Amerikai főbiztos – 
    1. Geoffrey Keyes (1947–1950)
    2. Walter J. Donnelly (1950–1952)

  - Brit főbiztos –
    1. Sir Alexander Galloway (1947–1950)
    2. Sir John Winterton (1950)
    3. Harold Caccia (1950–1954)

  - Francia főbiztos – 
    1. Antoine Béthouart (1945–1950)
    2. Jean Payart (1950–1955)

  - Szovjet főbiztos – Vlagyimir Szviridov (1949–1953)
- Belgium (parlamentáris monarchia)
  - Uralkodó – III. Lipót király (1934–1951)[1]
  - Régens –
    1. Károly herceg, Flandria grófja, Belgium régense (1944–1950)
    2. Baldvin herceg, Brabant hercege, Belgium régense (1950–1951)

  - Kormányfő – 
    1. Gaston Eyskens (1949–1950)
    2. Jean Duvieusart (1950)
    3. Joseph Pholien (1950–1952), lista
- Bulgária (népköztársaság)
  - A kommunista párt vezetője – Vulko Cservenkov (1949–1954), a Bolgár Kommunista Párt főtitkára
  - Államfő – 
    1. Mincso Nejcsev (1947–1950)
    2. Georgi Damianov (1950–1958), lista

  - Kormányfő – 
    1. Vaszil Kolarov (1949–1950)
    2. Vulko Cservenkov (1950–1956), lista
- Csehszlovákia (népköztársaság)
  - A kommunista párt vezetője – Klement Gottwald (1929–1953), a Csehszlovák Kommunista Párt főtitkára
  - Államfő – Klement Gottwald (1948–1953), lista
  - Kormányfő – Antonín Zápotocký (1948–1953), lista
- Dánia (parlamentáris monarchia)
  - Uralkodó – IX. Frigyes király (1947–1972)
  - Kormányfő – 
    1. Hans Hedtoft (1947–1950)
    2. Erik Eriksen (1950–1953), lista

  -  Feröer
    - Kormányfő – 
      1. Andrass Samuelsen (1948–1950)
      2. Kristian Djurhuus (1950–1959), lista
- Egyesült Királyság (parlamentáris monarchia)
  - Uralkodó – VI. György Nagy-Britannia királya (1936–1952)
  - Kormányfő – Clement Attlee (1945–1951), lista
- Finnország (köztársaság)
  - Államfő – Juho Kusti Paasikivi (1946–1956), lista
  - Kormányfő – 
    1. Karl-August Fagerholm (1948–1950)
    2. Urho Kekkonen (1950–1953), lista

  -  Åland – 
    - Kormányfő – Viktor Strandfält (1938–1955)
- Franciaország (köztársaság)
  - Államfő – Vincent Auriol (1947–1954), lista
  - Kormányfő – 
    1. Georges Bidault (1949–1950)
    2. Henri Queuille (1950)
    3. René Pleven (1950–1951), lista
- Görögország (monarchia)
  - Uralkodó – Pál király (1947–1964)
  - Kormányfő – 
    1. Alexandrosz Diomidisz (1949–1950)
    2. Joannisz Theotokisz (1950)
    3. Szofoklisz Venizelosz (1950)
    4. Nikolaosz Plasztirasz (1950)
    5. Szofoklisz Venizelosz (1950–1951), lista
- Hollandia (parlamentáris monarchia)
  - Uralkodó – Julianna királynő (1948–1980)
  - Miniszterelnök – Willem Drees (1948–1958), lista
- Izland (köztársaság)
  - Államfő – Sveinn Björnsson (1944–1952),[2] lista
  - Kormányfő – 
    1. Ólafur Thors (1949–1950)
    2. Steingrímur Steinþórsson (1950–1953), lista
- Írország (köztársaság)
  - Államfő – Seán T. O'Kelly (1945–1959), lista
  - Kormányfő – John A. Costello (1948–1951), lista
- Jugoszlávia (népköztársaság)
  - A kommunista párt vezetője – Josip Broz Tito (1936–1980), a Jugoszláv Kommunista Liga Elnökségének elnöke
  - Államfő – Ivan Ribar (1943–1953), Jugoszlávia Elnöksége elnöke, lista
  - Kormányfő – Josip Broz Tito (1943–1963), lista
- Lengyelország (népköztársaság)
  - A kommunista párt vezetője – Bolesław Bierut (1948–1956), a Lengyel Egyesült Munkáspárt KB első titkára
  - Államfő – Bolesław Bierut (1944–1952), lista
  - Kormányfő – Józef Cyrankiewicz (1947–1952), lista
- Liechtenstein
  - Uralkodó – II. Ferenc József herceg (1938–1989)
  - Kormányfő – Alexander Frick (1945–1962), lista
- Luxemburg (parlamentáris monarchia)
  - Uralkodó – Sarolta nagyherceg (1919–1964)[3]
  - Kormányfő – Pierre Dupong (1937–1953),[4] lista
- Magyarország (népköztársaság)
  - A kommunista párt vezetője – Rákosi Mátyás, (1945–1956), a Magyar Szocialista Munkáspárt első titkára
  - Államfő – 
    1. Szakasits Árpád (1948–1950)
    2. Rónai Sándor (1950–1952), az Elnöki Tanács elnöke, lista

  - Kormányfő – Dobi István (1948–1952), lista
- Monaco
  - Uralkodó – III. Rainier herceg (1949–2005)
  - Államminiszter – 
    1. Jacques Rueff (1949–1950)
    2. Pierre Voizard (1950–1953), lista
- NDK (Német Demokratikus Köztársaság) (népköztársaság)
  - A kommunista párt vezetője – 
    1. Wilhelm Pieck és Otto Grotewohl, (1946–1950), társfőtitkárok
    2. Walter Ulbricht (1950–1971), a Német Szocialista Egységpárt főtitkára

  - Államfő – Wilhelm Pieck (1949–1960), az NDK Államtanácsának elnöke
  - Kormányfő – Otto Grotewohl (1949–1964), az NDK Minisztertanácsának elnöke
- NSZK (Német Szövetségi Köztársaság) (szövetségi köztársaság)
  - Államfő – Theodor Heuss (1949–1959), lista
  - Kancellár – Konrad Adenauer (1949–1963), lista
- Norvégia (parlamentáris monarchia)
  - Uralkodó – VII. Haakon király (1905–1957)
  - Kormányfő – Einar Gerhardsen (1945–1951), lista
- Olaszország (köztársaság)
  - Államfő – Luigi Einaudi (1948–1955), lista
  - Kormányfő – Alcide De Gasperi (1945–1953), lista
- Portugália (köztársaság)
  - Államfő – Óscar Carmona (1926–1951), lista
  - Kormányfő – António de Oliveira Salazar (1933–1968), lista
- Románia (népköztársaság)
  - A kommunista párt vezetője – Gheorghe Gheorghiu-Dej (1945–1954), a Román Kommunista Párt főtitkára
  - Államfő – Constantin Ion Parhon (1947–1952), lista
  - Kormányfő – Petru Groza (1945–1952), lista
- San Marino (köztársaság)
  - San Marino régenskapitányai:
    1. Vincenzo Pedini és Agostino Biordi (1949–1950)
    2. Giuseppe Forcellini és Primo Taddei (1950)
    3. Marino Della Balda és Luigi Montironi (1950–1951), régenskapitányok
- Spanyolország (totalitárius állam)
  - Államfő – Francisco Franco (1936–1975)
  - Kormányfő – Francisco Franco (1938–1973), lista
- Svájc (konföderáció)
  - Szövetségi Tanács:[5]
Philipp Etter (1934–1959), Enrico Celio (1940–1950), Eduard von Steiger (1940–1951), Karl Kobelt (1940–1954), Ernst Nobs (1943–1951), Max Petitpierre (1944–1961), elnök, Rodolphe Rubattel (1947–1954), Josef Escher (1950–1954)
- Svédország (parlamentáris monarchia)
  - Uralkodó – 
    1. V. Gusztáv király (1907–1950)
    2. VI. Gusztáv Adolf király (1950–1973)

  - Kormányfő – Tage Erlander (1946–1969), lista
- Szovjetunió (szövetségi népköztársaság)
  - A kommunista párt vezetője – Joszif Sztálin (1922–1953), a Szovjetunió Kommunista Pártjának főtitkára
  - Államfő – Nyikolaj Svernyik (1946–1953), lista
  - Kormányfő – Joszif Sztálin (1941–1953), lista
- Trieszt Szabad Terület (megszállt terület)
  - Katonai kormányzó –
    - A zóna – Sir Terence Airey (1947–1951)
    - B zóna – Mirko Lenac (1947–1951)
- Vatikán (abszolút monarchia)
  - Uralkodó – XII. Piusz pápa (1939–1958)
  - Államtitkár – Nicola Canali bíboros (1939–1961), lista

## Afrika
- Dél-afrikai Unió (monarchia)
  - Uralkodó – VI. György Dél-Afrika királya (1936–1952)
  - Főkormányzó – Gideon Brand van Zyl (1946–1951), lista
  - Kormányfő – Daniël François Malan (1948–1954), lista
- Egyiptom (monarchia)
  - Uralkodó – I. Farúk király (1936–1952)
  - Kormányfő – 
    1. Huszein Szirri Pasa (1949–1950)
    2. Musztafa el-Nahhasz (1950–1952), lista
- Etiópia (monarchia)
  - Uralkodó – Hailé Szelasszié császár (1930–1974)[6]
  - Miniszterelnök – Makonnen Endelkacsu (1942–1957), lista
- Libéria (köztársaság)
  - Államfő – William Tubman (1944–1971), lista

## Dél-Amerika
- Argentína (köztársaság)
  - Államfő – Juan Domingo Perón (1946–1955), lista
- Bolívia (köztársaság)
  - Államfő – Mamerto Urriolagoitia (1949–1951), lista
- Brazília (köztársaság)
  - Államfő – Eurico Gaspar Dutra (1946–1951), lista
- Chile (köztársaság)
  - Államfő – Gabriel González Videla (1946–1952), lista
- Ecuador (köztársaság)
  - Államfő – Galo Plaza (1948–1952), lista
- Kolumbia (köztársaság)
  - Államfő – 
    1. Mariano Ospina Pérez (1946–1950)
    2. Laureano Gómez (1950–1951), lista
- Paraguay (köztársaság)
  - Államfő – Federico Chávez (1949–1954), lista
- Peru (köztársaság)
  - Államfő – 
    1. Manuel A. Odría (1948–1950)
    2. Zenón Noriega Agüero (1950), a Katonai Junta elnöke
    3. Manuel A. Odría (1950–1956), lista

  - Kormányfő – Zenón Noriega Agüero (1950–1954), lista
- Uruguay (köztársaság)
  - Államfő – Luis Batlle Berres (1947–1951), lista
- Venezuela (köztársaság)
  - Államfő – 
    1. Carlos Delgado Chalbaud (1948–1950), a venezuelai Katonai Junta vezetője
    2. Germán Suárez Flamerich (1950–1952), a venezuelai Katonai Junta vezetője, lista

## Észak- és Közép-Amerika
- Amerikai Egyesült Államok (köztársaság)
  - Államfő – Harry S. Truman (1945–1953), lista
- Costa Rica (köztársaság)
  - Államfő – Otilio Ulate Blanco (1949–1953), lista
- Dominikai Köztársaság (köztársaság)
  - De facto országvezető – Rafael Trujillo Molina (1930–1961)
  - Államfő – Rafael Trujillo Molina (1942–1952), lista
- Salvador (köztársaság)
  - Államfő – 
    1. Kormányzó Forradalmi Tanács (1948–1950)
    2. Óscar Osorio (1950–1956), lista
- Guatemala (köztársaság)
  - Államfő – Juan José Arévalo (1945–1951), lista
- Haiti (köztársaság)
  - Államfő – 
    1. Dumarsais Estimé (1946–1950)
    2. Franck Lavaud (1950), a Haiti Kormányjunta elnöke
    3. Paul Magloire (1950–1956), lista
- Honduras (köztársaság)
  - Államfő – Juan Manuel Gálvez (1949–1954), lista
- Kanada (parlamentáris monarchia)
  - Uralkodó – VI. György Kanada királya (1936–1952)
  - Főkormányzó – Harold Alexander (1946–1952), lista
  - Kormányfő – Louis St. Laurent (1948–1957), lista
- Kuba (népköztársaság)
  - Államfő – Carlos Prío Socarrás (1948–1952), lista
  - Kormányfő –
    1. Manuel Antonio de Varona (1948–1950)
    2. Félix Lancís Sánchez (1950–1951), lista
- Mexikó (köztársaság)
  - Államfő – Miguel Alemán Valdés (1946–1952), lista
- Nicaragua (köztársaság)
  - Államfő – 
    1. Víctor Manuel Román y Reyes (1947–1950)
    2. Manuel Fernando Zurita (1950), ügyvivő
    3. Anastasio Somoza (1950–1956), lista
- Panama (köztársaság)
  - Államfő – Arnulfo Arias (1949–1951), lista

## Ázsia
- Afganisztán (köztársaság)
  - Uralkodó – Mohamed Zahir király (1933–1973)
  - Kormányfő – Sah Mahmúd Khan (1946–1953), lista
- Bhután (abszolút monarchia)
  - Uralkodó – Dzsigme Vangcsuk király (1926–1952)
  - Kormányfő – Szonam Topgaj Dordzsi (1917–1952), lista
- Burma (köztársaság)
  - Államfő – Szao Sve Thaik (1948–1952), lista
  - Kormányfő – U Nu (1948–1956), lista
- Ceylon (alkotmányos monarchia)
  - Uralkodó – VI. György Ceylon királya (1948–1952)
  - Főkormányzó – Herwald Ramsbotham báró (1949–1954), lista
  - Kormányfő – D. S. Senanayake (1947–1952),[7] lista
- Fülöp-szigetek (köztársaság)
  - Államfő – Elpidio Quirino (1948–1953), lista
- India (köztársaság)
- India domíniumot 1950. január 26-án követte India Köztársaság.
  - Uralkodó – VI. György India királya (1947–1950)
  - Főkormányzó – C. Radzsagopalacsari (1948–1950)
  - Államfő – Radzsendra Praszad (1950–1962), lista
  - Kormányfő – Dzsaváharlál Nehru (1947–1964), lista
- Indonézia (köztársaság)
- Az Indonéz Egyesült Államok 1950. augusztus 17-én változtatta nevét Indonéz Köztársaságra.
  - Államfő – Sukarno (1945–1967), lista
  - Kormányfő – 
    1. Mohammad Hatta (1948–1950)
    2. Abdul Halim (1950)
    3. Muhammad Natsir (1950–1951), lista

  -  Indonézia Iszlám Állam (el nem ismert szakadár állam)
    - Vezető – Sekarmadji Maridjan Kartosuwirjo (1949–1962), imám

  -  Dél-Maluku (el nem ismert szakadár állam)
  - Függetlenségét kikiáltotta 1950. április 25-én, megszűnt 1950. novemberében.
    - Államfő –
      1. Johanes Herman Manuhutu (1950), ügyvezető
      2. Chris Soumokil (1950–1966),[8] Dél-Maluku elnöke
- Irak (monarchia)
  - Uralkodó – II. Fejszál iraki király (1939–1958)
  - Kormányfő – 
    1. Ali Dzsavdat al-Aijubi (1949–1950)
    2. Taufik asz-Szuvaidi (1950)
    3. Nuri asz-Szaid (1950–1952), lista
- Irán (monarchia)
  - Uralkodó – Mohammad Reza Pahlavi sah (1941–1979)
  - Kormányfő – 
    1. Mohammad Sza'ed (1948–1950)
    2. Ali Manszur (1950)
    3. Hadzs Ali Razmara (1950–1951), lista
- Izrael (köztársaság)
  - Államfő – Háim Weizmann (1948–1952), lista
  - Kormányfő – Dávid Ben-Gúrión (1948–1954), lista
- Japán (Szövetségesi megszállás alatt)
  - Uralkodó – Hirohito császár (1926–1989)
  - Kormányfő – Sigeru Josida (1948–1954), lista
  - Katonai kormányzó – Douglas MacArthur (1945–1951), a Szövetségesek főparancsnoka
- Jemen (monarchia)
  - Uralkodó – Ahmed bin Jahia király (1948–1955)
  - Kormányfő – Haszan bin Jahia (1948–1955), lista
- Jordánia (alkotmányos monarchia)
  - Uralkodó – I. Abdullah király (1921–1951)[9]
  - Kormányfő – 
    1. Taufik Abu al-Huda (1947–1950)
    2. Szaíd al-Mufti (1950)
    3. Szamir al-Rifai (1950–1951), lista
- Kína (népköztársaság)
  - A kommunista párt főtitkára – Mao Ce-tung (1935–1976), főtitkár
  - Államfő – Mao Ce-tung (1949–1959), lista
  - Kormányfő – Csou En-laj (1949–1976), lista
  -  Tibet (el nem ismert, de facto független állam)
  - Kína 1950. októberében szállta meg Tibetet.
    - Uralkodó – Tendzin Gyaco, Dalai láma (1939–)[10]
- Dél-Korea (köztársaság)
  - Államfő – Li Szin Man (1948–1960), lista
  - Kormányfő – 
    1. I Bomszok (1948–1950)
    2. Sin Szongmo (1950), ügyvezető
    3. Csang Mjon (1950–1952), lista
- Észak-Korea (népköztársaság)
  - A kommunista párt főtitkára – Kim Ir Szen (1948–1994), főtitkár, országvezető
  - Államfő – Kim Dubong (1947–1957),[11] Észak-Korea elnöke
  - Kormányfő – Kim Ir Szen (1948–1972), lista
- Libanon (köztársaság)
  - Államfő – Bechara El Khoury (1943–1952), lista
  - Kormányfő – Riad asz-Szolh (1946–1951), lista
- Maszkat és Omán (abszolút monarchia)
  - Uralkodó – III. Szaid szultán (1932–1970)
- Mongólia (népköztársaság)
  - A kommunista párt vezetője – Jumdzságin Cedenbál (1940–1954), a Mongol Forradalmi Néppárt Központi Bizottságának főtitkára
  - Államfő – Goncsigín Bumcend (1940–1953), Mongólia Nagy Népi Hurálja Elnöksége elnöke, lista
  - Kormányfő – Horlógín Csojbalszan (1939–1952), lista
- Nepál (alkotmányos monarchia)
  - Uralkodó – 
    1. Tribhuvana király (1911–1950)
    2. Dnyánendra király (1950–1951)

  - Kormányfő – Mohan Samser Dzsang Bahadur Rana (1948–1951), lista
- Pakisztán (monarchia)
  - Uralkodó – VI. György Pakisztán királya (1947–1952)
  - Főkormányzó – Sir Khavadzsa Nazimuddin (1948–1951)
  - Kormányfő – Liakat Ali Khan (1947–1951), lista
- Szaúd-Arábia (abszolút monarchia)
  - Uralkodó – Abdul-Aziz király (1902–1953)[12]
- Szíria (köztársaság)
  - Államfő – Hasim al-Ataszi (1949–1951), lista
  - Kormányfő – 
    1. Kálid al-Azm (1949–1950)
    2. Nazim al-Kudszi (1950–1951), lista
- Tajvan (köztársaság)
  - Államfő – 
    1. Li Cung-zsen (1949–1950)
    2. Csang Kaj-sek (1950–1975), lista

  - Kormányfő – 
    1. Jan Csisan (1949–1950)
    2. Csen Cseng (1950–1954), lista
- Thaiföld (parlamentáris monarchia)
  - Uralkodó – Bhumibol Aduljadezs király (1946–2016)
  - Régens – Rangszit Prajuraszakdi (1946–1951), Thaiföld régense
  - Kormányfő – Plaek Phibunszongkhram (1948–1957), lista
- Törökország (köztársaság)
  - Államfő – 
    1. İsmet İnönü (1938–1950)
    2. Celal Bayar (1950–1960), lista

  - Kormányfő – 
    1. Şemsettin Günaltay (1949–1950)
    2. Adnan Menderes (1950–1960), lista
- Dél-Vietnám (Vietnám Állam)
  - Államfő – Bảo Đại (1949–1955), lista
  - Kormányfő – 
    1. Bảo Đại (1949–1950)
    2. Nguyễn Phan Long (1950)
    3. Trần Văn Hữu (1950–1952), lista
- Észak-Vietnám
  - A kommunista párt főtitkára – Trường Chinh (1941–1956), főtitkár
  - Államfő – Ho Si Minh (1945–1969), lista
  - Kormányfő – Ho Si Minh (1945–1955), lista

## Óceánia
- Ausztrália (parlamentáris monarchia)
  - Uralkodó – VI. György Ausztrália királya (1936–1952)
  - Főkormányzó – Sir William McKell (1947–1953), lista
  - Kormányfő – Sir Robert Menzies (1949–1966), lista
- Új-Zéland (parlamentáris monarchia)
  - Uralkodó – VI. György Új-Zéland királya (1936–1952)
  - Főkormányzó – Bernard Freyberg (1946–1952), lista
  - Kormányfő – Sidney Holland (1949–1957), lista